# Gail Simone
Gail Simone (Oregon, 29 luglio 1974) è una fumettista statunitense.
Conosciuta per aver scritto la serie DC Birds of Prey, tra gli altri suoi lavori figurano Segreti Sei, Welcome to Tranquility, The All-New Atom, e Deadpool. Nel 2007 ha iniziato a scrivere Wonder Woman.

## Carriera

### Primi Lavori
Parrucchiera che ha studiato teatro al college, Gail Simone all'inizio è stata notata dai fan grazie al suo sito Women in Refrigerators, nel quale scriveva una lista di fumetti nei quali personaggi femminili erano vittime di aggressioni violente (stupro, omicidio...) o le cui aggressioni erano solo un elemento della trama con protagonista un personaggio maschile. Il sito l'ha messa in contatto con molte persone nell'industria del fumetto. La sua rubrica You'll All Be Sorry! appariva settimanalmente su Comic Book Resources.
Ha lavorato per la Bongo Comics, scrivendo numerosi episodi dei fumetti dei Simpsons.

### Mainstream
A seguito del suo lavoro sui Simpsons, la Simone è entrata nel mondo dei fumetti mainstream con degli episodi di Deadpool.
Dopo una discussione con la Marvel, Gail Simone è passata alla DC Comics, dove le è stata affidata la serie Birds of Prey (a iniziare dal numero 56) che vede protagoniste un gruppo tutto al femminile composto da Black Canary, La Cacciatrice e Lady Blackhawk.
Inizia a scrivere Action Comics con John Byrne ai disegni. Continua con altri progetti, tra cui la miniserie Villains United del 2005 - parte del crossover Crisi infinita - nel quale riporta in vita Catman. Da questa miniserie, crea uno spin-off, dal titolo Segreti Sei (Secret Six). Questa miniserie si rivela di gran successo e i fan chiedono una serie regolare, che inizia nel Settembre 2008.
Gail Simone ha anche scritto una serie su Atom, basata su un'idea di Grant Morrison e disegnata da John Byrne e in seguito da Mike Norton.
Il 12 aprile 2007, la DC ha annunciato che Simone sarà la nuova scrittrice regolare della terza serie di Wonder Woman, a partire dal numero 13.  Nel 2010 viene nominata scrittrice della nuova serie di Birds of Prey sotto il logo "Giorno Più Splendente".
La Simone è stata sostituita su Wonder Woman da J. Michael Strazcynski, subito dopo il numero 600, ma continua a scrivere le serie regolari di Birds of Prey e Secret Six.

### Altri media
La Simone ha scritto l'episodio Double Date di Justice League Unlimited, che vede Question, La cacciatrice, Freccia Verde e Black Canary protagonisti di un'avventura romantica caratterizzata da vendetta e gelosia.
Gail Simone ha scritto la trama del film, programmato per il 2009, di Wonder Woman.

## Opere
Tra i suoi lavori ci sono:
- Killer Princesses #1-3 (with Lea Hernandez, Oni Press, December 2001 - April 2003) collected as:
  - Killer Princesses (96 pages, February 2004, ISBN 1929998317)
- Deadpool #65-69 (Marvel Comics, May - September 2002)
- Agent X #1-7, 13-15 (Marvel Comics, September 2002 - March 2003 & November - December 2003)
- Rose and Thorn #1-6 (with Adriana da Silva Melo, DC Comics, February - July 2004)
- Action Comics #827-831 & 833-835 (with John Byrne, DC Comics, July - November 2005 & January - March 2006  ) collected as:
  -  Superman: Strange Attractors (192 pages, May 2006, ISBN 1401209173)
- Villains United #1-6 (with Dale Eaglesham, DC Comics, July - December 2005) collected as:
  - Villains United (144 pages, January 2006, ISBN 1-4012-0838-X)[8]
- Secret Six #1-6 (with Brad Walker, DC Comics, July 2006 - January 2007) collected as:
  - Six Degrees of Devastation (144 pages, March 2007, ISBN 140121231X)
- Birds of Prey #56-90, 92-108 (DC Comics, August 2003 - July 2007) collected as:
  - Of Like Minds (with Ed Benes, collects Birds of Prey #56-61, 144 pages, March 2004, ISBN 1-4012-0192-X)[9]
  - Sensei & Student (with Ed Benes, collects Birds of Prey #62-68, 168 pages, February 2005, ISBN 1-4012-0434-1)[10]
  - Between Dark & Dawn (with Ed Benes, collects Birds of Prey #69-75, 176 pages, March 2006, ISBN 1-4012-0940-8)[11]
  - The Battle Within (with Joe Bennett and Ed Benes, collects Birds of Prey #76-85, 240 pages, October 2006, ISBN 1-4012-1096-1)[12]
  - Perfect Pitch (with Joe Bennett and Paulo Siqueira, collects Birds of Prey #86-90 and #92-95, 224 pages, February 2007, ISBN 1-4012-1191-7)[13]
  - Blood and Circuits (with Nicola Scott, Paulo Siqueira and James Raiz, collects Birds of Prey #96-103, 208 pages, August 2007, ISBN 1-4012-1371-5)[14]
  - Dead of Winter (with Nicola Scott, collects Birds of Prey #104-108, 128 pages, February 2008, ISBN 1-4012-1641-2)[15]
- Welcome to Tranquility #1-12 (with Neil Googe, WildStorm, February 2007 - January 2008) collected as:
  - Volume 1 (collects Welcome to Tranquility #1-6, 160 pages, December 2007, ISBN 1-4012-1516-5)[16]
  - Volume 2 (collects Welcome to Tranquility #7-12, 144 pages, May 2008, ISBN 1-4012-1773-7)[17]
- Welcome to Tranquility: One Foot in the Grave #1-6 (with Horacio Dominguez, WildStorm, September 2010 - February 2011)
- The All New-Atom #1-18 (DC Comics, September 2006 - February 2008) collected as:
  - My Life in Miniature (collects The All New Atom #1-6, 160 pages, ISBN 1-4012-1325-1)
  - Future/Past (collects The All New Atom #7-11, 128 pages, ISBN 1-4012-1568-8)
  - The Hunt For Ray Palmer (collects The All New Atom #12-16, 128 pages , ISBN 9781401217822)
  -  Small Wonder (collects The All New Atom #17-18 and #20-25, 198 pages, ISBN 9781401219963)
- Wonder Woman vol. 3 #14-44 & vol. 1 #600 (DC Comics, January 2008 - July 2010) collected as:
  - The Circle (with Terry Dodson, collects Wonder Woman #14-19, January - June 2008, 144 pages, hardcover, November 2008, ISBN 1-4012-1932-2;[18] trade paperback, September 2009, ISBN 978-1-4012-2011-2[19])
  - Ends of the Earth (with Aaron Lopresti, collects Wonder Woman #20-25, July - December 2008, 144 pages, hardcover, March 2009, ISBN 1-4012-2136-X)[20]
  - Rise of the Olympian (with Aaron Lopresti, collects Wonder Woman #26-33, January - August 2009, 208 pages, November 2009, ISBN 1-4012-2513-6)[21]
  - Warkiller (with Aaron Lopresti, collects Wonder Woman #34-39, September 2009 - February 2010, 144 pages, May 2010, ISBN 1-4012-2779-1)[22]
  - Contagion (with Aaron Lopresti, Chris Batista, and Nicola Scott, collects Wonder Woman #40-44, March 2010 - July 2010, 128 pages, October 2010, ISBN 1-4012-2920-4)[23]
- Secret Six #1-14, 16-present, DC Comics, November 2008 - ongoing) collected as:
  - Unhinged (with Nicola Scott and Doug Hazlewood, collects Secret Six #1-7, 144 pages, August 2009, ISBN 1-4012-2327-3)
  - Depths (with Nicola Scott and Carlos Rodriguez, collects Secret Six #8-14, 168 pages, April 2010, ISBN 978-1-4012-2599-5)
  - Danse Macabre (with Jim Calafiore, Peter Nguyen and Doug Hazlewood, collects Secret Six #15-18 and Suicide Squad #67, written by John Ostrander, 128 pages, October 2010, ISBN 978-1-4012-2904-7)
- Birds of Prey vol. 2 #1-present (with Ed Benes, DC Comics, May 2010 - ongoing)

## Riconoscimenti
Nel 2007, Thomasina Lindo di Welcome to Tranquility è stata nominata Miglior Personaggio Femminile ai Glyph Comics Awards.
Nel 2009, Gail Simone ha ricevuto il premio Friends of Lulu Hall of Fame.
Ha ricevuto diverse nomination al premio GLAAD per l'uso di personaggi LGBT.